# Command Airways (Sudáfrica)
Command Airways fue una aerolínea con base en Johannesburgo, Sudáfrica que efectuó vuelos regulares del 6 de septiembre de 1977 al 30 de junio de 1980 y posteriormente efectuó vuelos no regulares.

## Historia
Fundada el 30 de junio de 1977 y con base en el Aeropuerto Internacional OR Tambo (entonces conocido como Aeropuerto Jan Smuts) (JNB), Johannesburgo, Command Airways fue la primera aerolínea de helicópteros regulares en Sudáfrica y en el continente africano.  Los vuelos entre Pretoria y Johannesburgo comenzaron el 6 de septiembre de 1977. Durante un corto periodo, la red de rutas incluía a Babelegi, Iscor y Lanseria (HLA). 
Los vuelos entre Sandton City y Johannesburgo (JNB) fueron inaugurados el 19 de febrero de 1978.  La demanda de pasajeros creció rápidamente y recibió permiso para efectuar un mayor número de frecuencias a Sandton City el 9 de abril de 1979.  
Desde el 1 de septiembre de 1979, la compañía se alió con Magnum Airlines Ltd y fue renombrada como Magnum Airlines Helicopters.  El helipuerto de Sandton City se convirtió en base de operaciones principal para los vuelos regulares así como para el resto de operaciones. El consorcio de la ciudad ordenó el cierre del helipuerto de Sandton City el 30 de junio de 1980, para combatir el incremento de ruido.  
La aerolínea volvió a operar como Command Airways, cancelando las operaciones regulares y dirigiéndose al mercado de vuelos chárter de helicópteros.

## Incidentes y accidentes
- 4 de agosto de 1978: el vuelo 9501 de Command, utilizando un Bell 206B JetRanger II, sufrió un fallo de motor en curso al lugar de filmación de la película Zulu Dawn en la Provincia de Natal con el piloto, el productor, la mujer del productor y su hijo, y un asistente de vuelo. Se efectuó una exitosa autorrotación sobre el cauce seco de un río. No hubo heridos y los daños se limitaron a la rueda frontal. La combustión posterior del aparato fue debida a un cortocircuito en el compartimento del tren de aterrizaje.

- 20 de mayo de 1980: El vuelo 9611 de Command, utilizando un Bell 206B-3 JetRanger III, se estrelló mientras efectuaba una secuencia de filmación a bajo nivel cerca de Germiston, Johannesburgo. Un pasajero y un cámara murieron y cuatro personas resultaron heridas incluyendo el piloto, un actor y un cámara a bordo y un actor en tierra.

## Flota
La flota de Command Airways incluye los siguientes aviones:
- 1 Bell 206B JetRanger II (ZS-PAW)
- 2 Bell 206B JetRanger III (ZS-HHD, ZS-HHE)
- 1 Bell 206L LongRanger (ZS-HGG)
- 2 Bell 206L-1 LongRanger II (ZS-HJN, ZS-HJR)
- 1 Bell 222 (ZS-HJK)